# Модель станів і переходів
Модель станів і переходів — абстрактний автомат, використовується для дослідження обчислень. Модель складається із множини станів та переходів між станами.
Моделі станів та переходів мають декілька відмінностей від скінченних автоматів:
- Моделі станів і переходів мають не обов'язково скінченну або зліченну кількість станів
- Моделі станів і переходів мають не обов'язково скінченну або зліченну множину переходів

Моделі станів і переходів із скінченною кількістю станів та переходів можна представити у вигляді орієнтованих графів.
Існує щонайменше два типи моделей станів і переходів: марковані та немарковані.